# Spinus barbatus
Spinus barbatus là một loài chim trong họ Fringillidae.